# Ian Bohen
Ian Bohen, né le 24 septembre 1976 à Carmel (Californie), est un acteur américain. Il est surtout connu pour son rôle de Peter Hale dans la série américaine Teen Wolf.

## Biographie
Ian Bohen est né et a grandi à Carmel, en Californie. Il a commencé sa carrière en 1993 dans le film de Todd Field, Delivering (en). Puis, en 1994 dans le film de Lawrence Kasdan, Wyatt Earp .

## Vie privée
Il avait brièvement fréquenté Gintare Sudziute, Adelaide Kane, Amila Ibragimova et Eliza Cummings-Cove. Puis en 2013, il a été en couple avec sa co-star Holland Roden de février 2013 à avril 2014. Plus tard en 2014, il a eu une liaison avec Sierra Love, Kelley Jakle et Haley Webb pendant une courte période respectivement, Laysla De Oliveira, Megan Irminger, une mannequin de 2017 à 2019.

## Filmographie

### Cinéma
- 1993 : Delivering (en) de Todd Field : Jimmy Wakefield
- 1994 : Wyatt Earp de Lawrence Kasdan : Wyatt jeune
- 1995 : Monster Mash de Joel Cohen et Alec Sokolow : Scott (Romeo)
- 1998 : Young Hercules de T.J. Scott : Hercule jeune
- 2001 : Pearl Harbor de Michael Bay : opérateur radio #2
- 2002 : Hometown Legend de James Anderson : Brian Schuler
- 2006 : Special de Hal Haberman et Jeremy Passmore : Ted Exiler
- 2007 : Marigold de Willard Carroll : Barry
- 2008 : Interpretation de Lin Oeding : Dan
- 2010 : Irreversi (en) de Michael Gleissner : Adam
- 2011 : Fanboys de Gillian Greene : Craft
- 2011 : Vile de Taylor Sheridan : Julian
- 2011 : 5 Souls de Brett Donowho : Noah
- 2012 : The Dark Knight Rises  de Christopher Nolan : un policier avec Gordon
- 2017 : Wind River  de Taylor Sheridan : Evan
- 2018 : Sicario : La Guerre des cartels (Sicario: Day of the Soldado) de Stefano Sollima : Carson Wills
- 2018 : Les Quatre Filles du docteur March (Little Women) de Clare Niederpruem : Freddy Bhaer
- 2023 : Teen Wolf, le film (Teen Wolf: The Movie) de Russell Mulcahy : Peter Hale
- 2024 : Péril sur l'avion présidentiel (Air Force One Down) de James Bamford : Président Edwards

### Télévision

#### Téléfilm
- 1996 : Her Last Chance : Matt Arnold
- 1996 : If These Walls Could Talk : Scott Barrows

#### Série télévisée
- 1994 : Code Lisa : Jeremy Scanlon
- 1995 : Walker, Texas Ranger : Keith Reno
- 1995 : Docteur Quinn, femme médecin : le jeune Cole
- 1996 : Incorrigible Cory : Denny
- 1996 : Un drôle de shérif : Russell "Doze" Feuer
- 1996 : Townies : Jeremy
- 1997 : Baywatch Nights : l'adolescent
- 1997 - 1998 : Hercules: The Legendary Journeys : Hercule jeune
- 1998 : Dawson : Anderson Crawford
- 1998 : Les Frères McGrail : Reed Sanderson
- 1998 - 2001 : Any Day Now (en) : Johnny O'Brien (15 épisodes)
- 2004 : JAG : P.O. Thurmond
- 2004 : Cold Case : Affaires classées : Nelson Miller en 1943
- 2004 : Le Monde de Joan : Peter
- 2007 : Mad Men : Roy Hazelitt
- 2009 : Prison Break : Darrin Hooks
- 2010 : Les Experts : Miami : Doug
- 2011 : Drop Dead Diva : Handsome Man
- 2011-2017 : Teen Wolf : Peter Hale (42 épisodes)
- 2012 : Breakout Kings : Pete Gillies (7 épisodes)
- 2012 : Mentalist : Richard Eldridge
- 2012 : Body of Proof :  Mitch Barnes (saison 2, épisode 9)
- 2012 : The Client List : Adam (saison 2, épisode 12)
- 2013 : Les Experts : Thomas Pope / Jonathan Harris
- 2014 : Beauty And The Beast : Pete Franco (saison 2, épisode 10)
- 2014 : Chicago Police Department : Edwin Stillwel (8 épisodes)
- 2018 - 2024 : Yellowstone : Ryan (28 épisodes)
- 2022 - 2024 : Superman et Loïs : Lieutenant Mitch Anderson (saison 2, 15 épisodes - rôle récurrent)
- 2023 : Wolf Pack : La voix anonyme au téléphone